# Гидротартрат натрия
Гидротартра́т на́трия — органическое соединение,
кислая соль натрия и винной кислоты с формулой NaC4H5O6,
бесцветные кристаллы,
растворяется в воде,
образует кристаллогидраты.

## Получение
- Нейтрализация винной кислоты разбавленным раствором гидроксида натрия:

{\displaystyle {\mathsf {NaOH+C_{4}H_{6}O_{6}\ {\xrightarrow {}}\ NaC_{4}H_{5}O_{6}+H_{2}O}}}

## Физические свойства
Гидротартрат натрия образует бесцветные кристаллы.
Обладает оптической изомерией.
Растворяется в воде,
плохо растворяется в этаноле.
Образует кристаллогидрат состава NaC4H5O6·H2O.

## Применение
- Реагент для определения ионов калия.
- В производстве шипучих напитков.